# Devil's Got a New Disguise – The Very Best of Aerosmith
O, Yeah! The Ultimate Aerosmith Hits kompilacijski je album američke hard rock skupine Aerosmith koji izlazi u listopadu 2006.g.
Album je bio namijenjen da ispuni ugovorne obaveze prema izdavačkim kućama "Sony Music" i "Columbia Records", kao i njihovim vjernim obožavateljima koji su ih pratili tijekom čitave njihove glazbene karijere i izdanih petnaest studijskih albuma do tada.
Aerosmith je planirao potrošiti mnogo vremena 2006.g. u snimanje materijala za novi album, ali su bili spriječeni raznim povredama i smetnjama tijekom čitave godine, uključujući i operativni zahvat na grlu njihovog prvog vokala Stevena Tylera u ožujku 2006.g. i oporavak od raka jednjaka njihovog basiste Toma Hamiltona. Sa svim tim problemima još su bili i u konfliktu s izdavačkim kompanijama.
Zbog svih tih problema, sastav je odlučio sačekati adekvatno vrijeme za snimanje kvalitetnog materijala za album, umjesto toga odlučuju se u zamjenu objaviti najbolju kompilaciju do tada.
Album sadrži 16 Aerosmithovih hitova i njihovih singl remiksanih verzija koji pokrivaju njihovu čitavu glazbenu karijeru. Na kompilaciji se nalaze i dvije nove skladbe, "Devil's Got a New Disguise" i "Sedona Sunrise". Skladba "Devil's Got a New Disguise", trebala se naći na popisu albuma Pump, pod imenom "Susie Q". "Sedona Sunrise" također je trebala biti na albumu Pump, a napisao ju je Jim Vallance. Skladba "Devil's Got A New Disguise" orijentirana je prema čistom rocku, dok je "Sedona Sunrise" okrenuta više prema romantičnom country rocku.
Europsko izdanje albuma izlazi 30. listopada 2006.g. i razlikuje se od američke verzije albuma u pet skladbi, "Amazing", "Angel", "Falling In Love (Is Hard On The Knees)", "Pink" i "The Other Side". Isto se i na američkom izdanju nalaze skladbe kojih nema na europskom izdanju, "Back In The Saddle", "Last Child", "Mama Kin", "Rag Doll" i "What It Takes".

## Popis pjesama

### Američki popis skladbi (Devil's Got a New Disguise)
1. "Dream On" - s albuma Aerosmith – 4:26
2. "Mama Kin" - s albuma Aerosmith – 4:26
3. "Sweet Emotion" - s albuma Toys In The Attic – 4:35
4. "Back in the Saddle" - s albuma Rocks – 4:40
5. "Last Child" - s albuma Rocks – 3:26
6. "Walk This Way" (zajedno s Run-DMC) - s albuma Raising Hell – 3:40
7. "Dude (Looks Like a Lady)" - s albuma Permanent Vacation – 4:22
8. "Rag Doll" - s albuma Permanent Vacation – 4:25
9. "Love in an Elevator" - s albuma Pump – 5:22
10. "Janie's Got a Gun" - s albuma Pump – 5:30
11. "What it Takes" - s albuma Pump – 4:08 [edited]
12. "Crazy" - s albuma Get a Grip – 4:04 [obrada]
13. "Livin' on the Edge" - s albuma Get a Grip – 4:21 [obrada]
14. "Cryin" - s albuma Get a Grip – 5:09
15. "I Don't Want to Miss a Thing" - iz filma Armageddon filmska glazba – 4:28 [pop remix]
16. "Jaded" - s albuma Just Push Play – 3:35
17. "Sedona Sunrise" – 4:18
18. "Devil's Got a New Disguise" – 4:27

### Japanski popis skladbi (Devil's Got a New Disguise)
1. "Dude (Looks Like a Lady)" - 4:22
2. "Love in an Elevator" - 5:22
3. "Livin' on the Edge" [AOR Video edit] - 5:06
4. "Walk This Way" (RUN DMC) [Singl verzija] - 3:41
5. "Cryin'" - 5:09
6. "Jaded" - 3:35
7. "Crazy" - [LP izdanje] 4:05
8. "Angel" - 5:06
9. "Amazing" - 5:57
10. "The Other Side - 4:06
11. "Dream On" - 4:26
12. "Sweet Emotion" - [single edit] 3:12
13. "Draw the Line" - [remix] 3:45
14. "Falling in Love (Is Hard on the Knees)" - 3:25
15. "Pink" - 3:56
16. "I Don't Want to Miss a Thing" - [rock mix] [album verzija] - 4:46
17. "Sedona Sunrise" [Prethodno neobjavljena] - 4:18
18. "Devil's Got a New Disguise" [Prethodno neobjavljena] - 4:27

### Europski popis skladbi (The Very Best of Aerosmith)
1. "Dude (Looks Like a Lady)" - 4:22
2. "Love in an Elevator" - 5:22
3. "Livin' on the Edge" [edit] - 5:06
4. "Walk This Way" (RUN DMC) [obrada] - 3:41
5. "Cryin'" - 5:09
6. "Jaded" - 3:35
7. "Crazy" - [edit] 4:05
8. "Angel" - 5:06
9. "Janie's Got a Gun" [obrada] - 4:32
10. "Amazing" - 5:57
11. "The Other Side - 4:06
12. "Dream On" - 4:26
13. "Sweet Emotion" - [obrada] 3:12
14. "Falling in Love (Is Hard on the Knees)" - 3:25
15. "Pink" - 3:56
16. "I Don't Want to Miss a Thing" - 4:28
17. "Sedona Sunrise" [Prethodno neobjavljena] - 4:18
18. "Devil's Got a New Disguise" [Prethodno neobjavljena] - 4:27

## Zasluge
- Tom Hamilton - bas-gitara
- Joey Kramer - udaraljke, bubnjevi
- Joe Perry - gitara, prateći vokali
- Steven Tyler - usna harmonika, udaraljke, pianino, klavijature, prvi vokal
- Brad Whitford - gitara

## Top ljestvica
Album - Billboard (Sjeverna Amerika)
| Godina | Top ljestvica     | Pozicija |
| ------ | ----------------- | -------- |
| 2006.  | The Billboard 200 | #33      |

Singl - Billboard (Sjeverna Amerika)
| Godina | Singl                        | Top ljestvica              | Pozicija |
| ------ | ---------------------------- | -------------------------- | -------- |
| 2006.  | "Devil's Got A New Disguise" | Hot Mainstream Rock Tracks | #15      |